# Allendorf (Haiger)
Allendorf (Ausspracheⓘ) ist ein Stadtteil von Haiger im mittelhessischen Lahn-Dill-Kreis.

## Geographische Lage
Allendorf liegt etwa zwei Kilometer westlich der Kernstadt Haiger. Charakteristisch für Allendorf ist der den Stadtteil umgebende Wald. Durch den Ort fließt der Haigerbach, ein rechter Zufluss der Dill, dessen Abfluss vor allem bei der Schneeschmelze stark ansteigt und schnell zu kleinen Überschwemmungen führt. In der Vergangenheit floss auch die Wupper durch das Dorf, heute durchfließt sie den Ort nur noch unterirdisch. Mit Ausnahme der Westseite ist Allendorf von Bergen umgeben.

## Geschichte
Die älteste bekannte schriftliche Erwähnung von Allendorf erfolgte am 12. März 1362.
Der Ort lag seit jeher an einem der wichtigsten Handelswege Deutschlands (Frankfurt–Siegen–Köln) und wurde aufgrund seiner geografischen Lage etwa 300 Höhenmeter unterhalb der Kalteiche zu einer sogenannten Relais-Station für den Post- und Fuhrverkehr. Aus dieser Situation heraus entwickelte sich eine Vielzahl von Gaststätten. Doch nicht nur Durchgangsverkehr prägte die Gemeinde, auch die Landwirtschaft hatte großen Einfluss auf die Geschichte des Ortsteils.
Aufgrund der Industrialisierung im späten 19. Jahrhundert siedelten sich kleine Handwerksunternehmen und Industriebetriebe an. Ein Großteil der Einwohner arbeitete damals in Eisenerzbergwerken, deren Arbeitsplätze bis in das Siegerland reichte.
Im Zuge der Gebietsreform in Hessen wurde die bis dahin selbständige Gemeinde Allendorf am 1. Januar 1977 kraft Landesgesetz in die Stadt Haiger eingemeindet. Ein Ortsbezirk nach der Hessischen Gemeindeordnung wurde für Allendorf nicht errichtet.
Verwaltungsgeschichte im Überblick
Die folgende Liste zeigt die Herrschaftsgebiete und Staaten, in denen Allendorf lag, bzw. die Verwaltungseinheiten, denen es unterstand:
- vor 1739: Heiliges Römisches Reich, Grafschaft/Fürstentum Nassau-Dillenburg, Amt Dillenburg mit Gericht Haiger
- ab 1739: Heiliges Römisches Reich, Fürstentum Nassau-Diez, Amt Dillenburg mit Gericht Haiger
- 1806–1813: Großherzogtum Berg, Département Sieg, Arrondissement Dillenburg, Kanton Dillenburg
- 1813–1815: Fürstentum Nassau-Oranien, Amt Dillenburg mit Gericht Haiger
- ab 1816: Herzogtum Nassau[Anm. 1], Amt Dillenburg
- ab 1849: Herzogtum Nassau, Kreisamt Herborn[Anm. 2]
- ab 1854: Herzogtum Nassau, Amt Dillenburg
- ab 1867: Norddeutscher Bund[Anm. 3], Königreich Preußen, Provinz Hessen-Nassau, Regierungsbezirk Wiesbaden, Dillkreis[Anm. 4]
- ab 1871: Deutsches Reich, Königreich Preußen, Provinz Hessen-Nassau, Regierungsbezirk Wiesbaden, Dillkreis
- ab 1918: Deutsches Reich, Freistaat Preußen, Provinz Hessen-Nassau, Regierungsbezirk Wiesbaden, Dillkreis
- ab 1932: Deutsches Reich, Freistaat Preußen, Provinz Hessen-Nassau, Regierungsbezirk Wiesbaden, Landkreis Dillenburg
- ab 1933: Deutsches Reich, Freistaat Preußen, Provinz Hessen-Nassau, Regierungsbezirk Wiesbaden, Dillkreis
- ab 1944: Deutsches Reich, Freistaat Preußen, Provinz Nassau, Dillkreis
- ab 1945: Amerikanische Besatzungszone, Groß-Hessen, Regierungsbezirk Wiesbaden, Dillkreis
- ab 1949: Bundesrepublik Deutschland, Land Hessen, Regierungsbezirk Wiesbaden, Dillkreis
- ab 1968: Bundesrepublik Deutschland, Land Hessen, Regierungsbezirk Darmstadt, Dillkreis
- ab 1946: Amerikanische Besatzungszone, Hessen, Regierungsbezirk Wiesbaden, Dillkreis
- ab 1949: Bundesrepublik Deutschland, Hessen, Regierungsbezirk Wiesbaden, Dillkreis
- ab 1968: Bundesrepublik Deutschland, Land Hessen, Regierungsbezirk Darmstadt, Dillkreis
- ab 1977: Bundesrepublik Deutschland, Land Hessen, Regierungsbezirk Darmstadt, Lahn-Dill-Kreis[Anm. 5]
- ab 1981: Bundesrepublik Deutschland, Land Hessen, Regierungsbezirk Gießen, Lahn-Dill-Kreis. Stadt Haiger

## Bevölkerung
Einwohnerstruktur 2011
Nach den Erhebungen des Zensus 2011 lebten am Stichtag dem 9. Mai 2011 in Allendorf 2322 Einwohner. Darunter waren 162 (7,0 %) Ausländer.
Nach dem Lebensalter waren 444 Einwohner unter 18 Jahren, 989 zwischen 18 und 49, 447 zwischen 50 und 64 und 447 Einwohner waren älter.
Die Einwohner lebten in 942 Haushalten. Davon waren 249 Singlehaushalte, 264 Paare ohne Kinder und 339 Paare mit Kindern, sowie 72 Alleinerziehende und 18 Wohngemeinschaften. In 195 Haushalten lebten ausschließlich Senioren und in 624 Haushaltungen lebten keine Senioren.
Einwohnerentwicklung
| Allendorf: Einwohnerzahlen von 1834 bis 2017 | Allendorf: Einwohnerzahlen von 1834 bis 2017 | Allendorf: Einwohnerzahlen von 1834 bis 2017 | Allendorf: Einwohnerzahlen von 1834 bis 2017 | Allendorf: Einwohnerzahlen von 1834 bis 2017 |
| --- | -------------------------------------------- | -------------------------------------------- | -------------------------------------------- | -------------------------------------------- |
| Jahr |                                              |                                              |                                              | Einwohner                                    |
| 1834 | 1834                                         |                                              | 534                                          | 534                                          |
| 1840 | 1840                                         |                                              | 635                                          | 635                                          |
| 1846 | 1846                                         |                                              | 651                                          | 651                                          |
| 1852 | 1852                                         |                                              | 696                                          | 696                                          |
| 1858 | 1858                                         |                                              | 681                                          | 681                                          |
| 1864 | 1864                                         |                                              | 656                                          | 656                                          |
| 1871 | 1871                                         |                                              | 634                                          | 634                                          |
| 1875 | 1875                                         |                                              | 707                                          | 707                                          |
| 1885 | 1885                                         |                                              | 761                                          | 761                                          |
| 1895 | 1895                                         |                                              | 804                                          | 804                                          |
| 1905 | 1905                                         |                                              | 956                                          | 956                                          |
| 1910 | 1910                                         |                                              | 1.048                                        | 1.048                                        |
| 1925 | 1925                                         |                                              | 1.159                                        | 1.159                                        |
| 1939 | 1939                                         |                                              | 1.122                                        | 1.122                                        |
| 1946 | 1946                                         |                                              | 1.462                                        | 1.462                                        |
| 1950 | 1950                                         |                                              | 1.499                                        | 1.499                                        |
| 1956 | 1956                                         |                                              | 1.340                                        | 1.340                                        |
| 1961 | 1961                                         |                                              | 1.345                                        | 1.345                                        |
| 1967 | 1967                                         |                                              | 1.405                                        | 1.405                                        |
| 1970 | 1970                                         |                                              | 1.539                                        | 1.539                                        |
| 1985 | 1985                                         |                                              | ?                                            | ?                                            |
| 1995 | 1995                                         |                                              | ?                                            | ?                                            |
| 2005 | 2005                                         |                                              | 2.232                                        | 2.232                                        |
| 2011 | 2011                                         |                                              | 2.322                                        | 2.322                                        |
| 2017 | 2017                                         |                                              | 2.088                                        | 2.088                                        |
| Datenquelle: Historisches Gemeindeverzeichnis für Hessen: Die Bevölkerung der Gemeinden 1834 bis 1967. Wiesbaden: Hessisches Statistisches Landesamt, 1968. Weitere Quellen: LAGIS; nach 1970: Stadt Haiger; Zensus 2011 |                                              |                                              |                                              |                                              |

Historische Religionszugehörigkeit
| • 1885: | 703 evangelische (= 92,38 %), 23 katholische (= 3,02 %) und 35 andere (= 4,60 %) Christen         |
| • 1961: | 1214 evangelische (= 90,26 %), 110 katholische (= 8,18 %) Einwohner                               |
| • 2005: | 1293 evangelische (= 55,47 %), 256 katholische (= 10,98 %) und 782 sonstige (= 33,55 %) Einwohner |
| • 2017: | 1097 evangelische (= 52,54 %), 203 katholische (= 9,72 %) und 788 sonstige (= 37,34 %) Einwohner  |

## Wappen
Am 8. Juli 1971 wurde der Gemeinde Allendorf im damaligen Dillkreis ein Wappen mit folgender Blasonierung verliehen: In Blau ein goldener Ring, darin ein aufgerichteter goldener Hirsch, begleitet von drei goldenen Eicheln.

## Kultur und Sehenswürdigkeiten

### Vereine
Das Leben der Allendorfer ist geprägt durch ein reges Vereinsleben. Die meisten der Ur-Allendorfer engagieren sich in einem der zahlreichen Vereine. Es existieren die Freiwillige Feuerwehr Allendorf, ein Männergesangsverein, ein gemischter Chor der Kirchengemeinde, ein Sportverein, ein Naturschutzverein, Traktorenfreunde, ein Motorsportverein, ein Tennisverein, ein Angelsportverein.

### Bauwerke

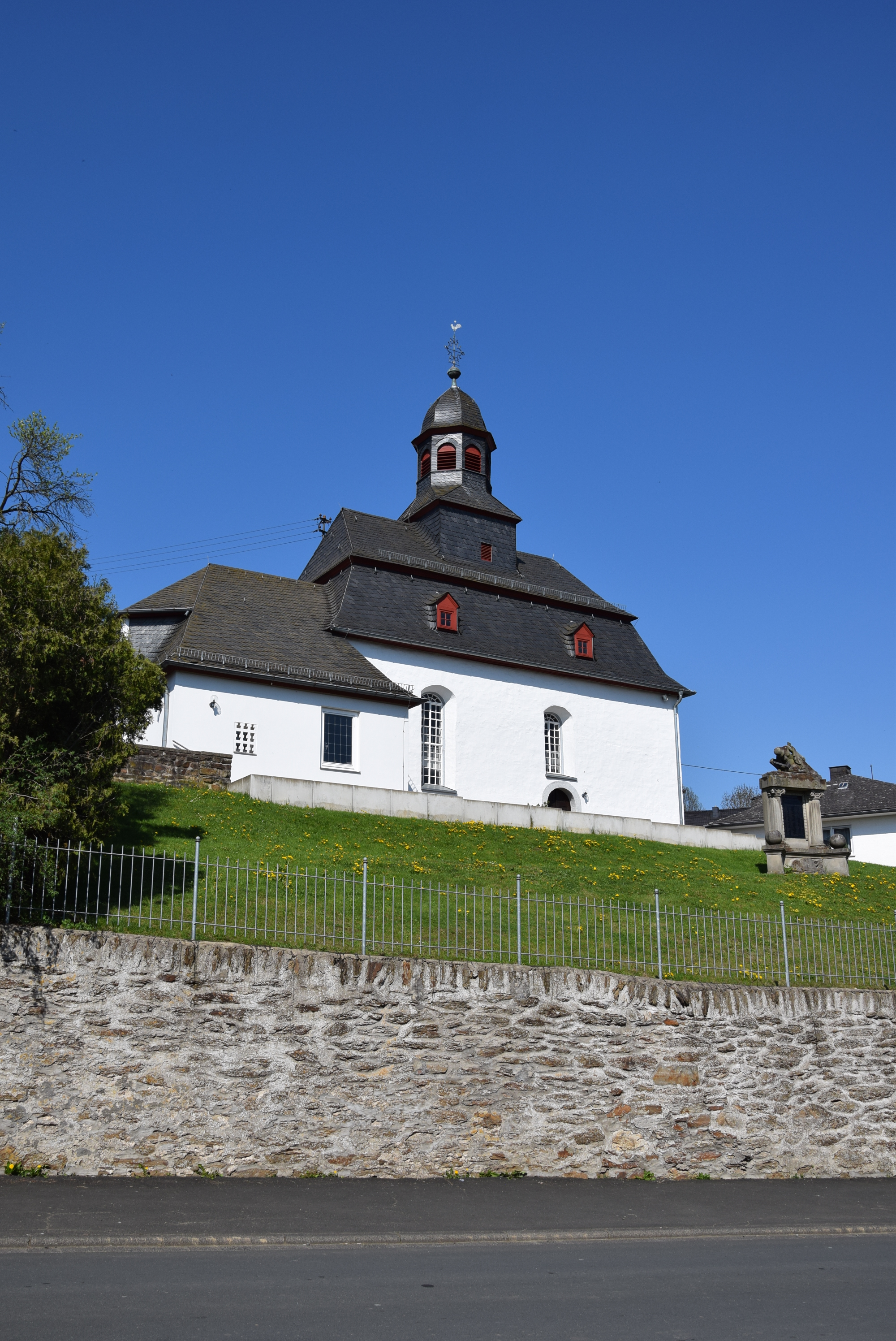
Ev. Kirche in Haiger-Allendorf

- Evangelische Kirche, barocke Saalkirche aus dem Jahr 1749
- Fachwerkrathaus vom Ende des 17. Jahrhunderts

### Kulinarisches
Erwähnenswert ist das Backen von runden Neujahrsscheiben (im Allendorfer Dialekt „Naujohrn“ genannt). Diese werden traditionell in der Zeit zwischen Weihnachten und Neujahr gebacken und bestehen in der Regel aus Roggenmehl, Salz, Pfeffer, getrockneten Gewürznelken und Wasser, wobei durchaus auch andere Teigsorten verwendet werden können. Der Teig wird in speziellen Eisen über offenem Feuer gebacken. Als besondere Spezialität gelten in diesem Zusammenhang die Fispeln. Bei ihnen wird der Teig mit gepökeltem Fleisch gefüllt.

## Wirtschaft und Infrastruktur
In Allendorf siedelten sich in den letzten Jahren einige kleinere und mittelständische Unternehmen an. Dazu gehören unter anderem eine Baufirma, ein Autohaus, mehrere kleine Handwerks- und Dienstleistungsbetriebe und Gaststätten. An der nahegelegenen Kalteiche (579,3 m ü. NN), deren Häuser von jeher zu Allendorf zählen, befinden sich außerdem aufgrund der Nähe zur Autobahn im Industriegebiet „Herrenrain“ eine Tankstelle, eine große Spedition (Schenker AG), ein Autohof und eine Scania-Vertretung. Das vor einigen Jahren erschlossene Gewerbe- und Industriegebiet „Haiger-Kalteiche“ gehört zur Gemarkung Haigerseelbach.
Prägend für Allendorf war in der Vergangenheit die Landwirtschaft. Aber auch heute sind trotz starker Veränderungen noch einige Rinder-, Schaf- und Pferdehalter im Dorfbild vertreten und sorgen im Nebenerwerb dafür, dass in Allendorf, wie nur noch in wenigen Orten des alten Dillkreises, weite Flächen noch landwirtschaftlich genutzt werden.

## Verkehr
Allendorf liegt an der Bahnstrecke Betzdorf–Haiger, der Haltepunkt wird von der RB96 der Hessischen Landesbahn bedient.